# Martin Zimmermann (Althistoriker)
Martin Zimmermann (* 1. November 1959 in Güldenstein) ist ein deutscher Althistoriker und Autor von Kinder- und Jugendliteratur.
Martin Zimmermann wuchs in Flensburg auf, besuchte dort bis zum Abitur 1978 das Alte Gymnasium und studierte Geschichte und Germanistik an der Universität Kiel, wo er 1987 das Erste Staatsexamen ablegte. 1990 folgte die Promotion in Alter Geschichte an der Universität Tübingen mit einer Arbeit über die historische Landeskunde Lykiens, anschließend war er dort bis 1997 wissenschaftlicher Assistent am Lehrstuhl von Frank Kolb. 1997 habilitierte er sich ebendort mit einer Studie zu Herodian. Von 1997 bis 2002 war Zimmermann Akademischer Rat in Tübingen. Seit 2002 ist er ordentlicher Professor für Alte Geschichte an der Universität München.
Forschungsschwerpunkt von Zimmermann ist die historische Landeskunde Kleinasiens. Seit 1989 war Zimmermann an archäologischen Feldforschungen auf dem Gebiet der antiken Polis Kyaneai beteiligt. Von 1999 bis 2005 war er Leiter eines DFG-Projektes mit dem Titel „Kleinasiatische Häfen und ihr Hinterland. Wege der Akkulturation an der lykischen Küste“ mit jährlichen Feldforschungen in Lykien. Seit 2006 war er Koordinator des Schwerpunktprogramms 1209 „Die hellenistische Polis als Lebensform“ der DFG. Zimmermann ist Sprecher des Graduiertenkollegs „Formen von Prestige in den Kulturen des Altertums“. Im Kollegjahr 2019/2020 war Zimmermann Senior Fellow am Historischen Kolleg in München, wo er zu „Lost cities – Wahrnehmung von und Leben mit verlassenen Städten in antiken Kulturen“ forschte. Auf dem 53. Deutschen Historikertag 2021 in München war er Sprecher des Ortskomitees.
Zimmermann ist Ordentliches Mitglied des Deutschen Archäologischen Instituts und war lange Zeit Mitglied der Kommission für Alte Geschichte und Epigraphik des DAI sowie des Wissenschaftlichen Beirats der Gerda Henkel Stiftung. Seit 2013 ist er Mitglied der Bayerischen Akademie der Wissenschaften.

## Schriften (Auswahl)
Monographien
- Untersuchungen zur historischen Landeskunde Zentrallykiens (= Antiquitas. Reihe 1: Abhandlungen zur alten Geschichte. Bd. 42). Habelt, Bonn 1992, ISBN 3-7749-2553-4.
- Kaiser und Ereignis. Studien zum Geschichtswerk Herodians (= Vestigia. Bd. 52). C. H. Beck, München 1999, ISBN 3-406-45162-4.
- Pergamon. Geschichte, Kultur und Archäologie. C. H. Beck, München 2011, ISBN 978-3-406-62139-0.
- Gewalt. Die dunkle Seite der Antike. Deutsche Verlags-Anstalt, München 2013, ISBN 978-3-421-04471-6.
- Die seltsamsten Orte der Antike. Gespensterhäuser, hängende Gärten und die Enden der Welt, C. H. Beck, München 2018, ISBN 978-3-406-72704-7.

Herausgeberschaften
- Geschichtsschreibung und politischer Wandel im 3. Jh. n. Chr. Kolloquium zu Ehren von Karl-Ernst Petzold anlässlich seines achtzigsten Geburtstags (= Historia. Einzelschriften. H. 127). Steiner, Stuttgart 1999, ISBN 3-515-07457-0.
- mit Gregor Weber: Propaganda – Selbstdarstellung – Repräsentation im römischen Kaiserreich des 1. Jhs. n. Chr. Steiner, Stuttgart 2003, ISBN 3-515-08251-4.
- Allgemeinbildung – große Persönlichkeiten. Das musst du wissen. 7. Auflage. Würzburg 2004, ISBN 3-401-05722-7.
- Weltgeschichte in Geschichten. Streifzüge von den Anfängen bis zur Gegenwart. Würzburg 2004, ISBN 3-401-05442-2.
- Der Traum von Troia. Geschichte und Mythos einer ewigen Stadt. München 2006, ISBN 3-406-54376-6.
- mit Susanne Rebscher: Allgemeinbildung. Das musst du wissen. Würzburg 2007, ISBN 978-3-401-06200-6.
- mit Ralf Behrwald: Allgemeinbildung Weltgeschichte. Das muss man wissen. Würzburg 2007, ISBN 978-3-401-06100-9.
- Extreme Formen von Gewalt in Bild und Text des Altertums. Herbert Utz, München 2009, ISBN 978-3-8316-0853-9.
- Lost Cities. Vom Leben mit verlassenen Städten in den Kulturen der Welt (= Schriften des Historischen Kollegs. Bd. 110). De Gruyter Oldenbourg, Berlin/München/Boston 2023, ISBN 978-3-11-107192-3.